# Eucera ignota
Eucera ignota är en biart som först beskrevs av Timberlake 1969.  Eucera ignota ingår i släktet långhornsbin, och familjen långtungebin. Inga underarter finns listade i Catalogue of Life.